# Joseph Henry Maiden
Joseph Henry Maiden, född den 25 april 1859 i St John's Wood, död den 16 november 1925 i Turramurra, var en brittisk-australisk botaniker som var specialiserad på eukalyptussläktet, men även en erkänd auktoritet på akaciasläktet.
Auktorsnamnet Maiden kan användas för Joseph Henry Maiden i samband med ett vetenskapligt namn inom botaniken; se Wikipediaartiklar som länkar till auktorsnamnet.